# Thelasis capitata
Thelasis capitata är en orkidéart som beskrevs av Carl Ludwig von Blume. Thelasis capitata ingår i släktet Thelasis och familjen orkidéer. Inga underarter finns listade i Catalogue of Life.